# Dendrophyllia boschmai
Espèce
Statut CITES
Dendrophyllia boschmai est une espèce de coraux appartenant à la famille des Dendrophylliidae.

## Liste des sous-espèces
Selon Catalogue of Life (3 décembre 2015) et World Register of Marine Species (3 décembre 2015) Dendrophyllia boschmai comprend les sous-espèces suivantes : 
- Dendrophyllia boschmai boschmai Van der Horst, 1926
- Dendrophyllia boschmai cyathelioides Eguchi, 1965